# Club Deportivo Mairena
El Club Deportivo Mairena es un equipo español de fútbol, de la localidad de Mairena del Alcor (Sevilla) España. Fue fundado en 1922, y juega en la Primera División Andaluza, en el grupo Sevillano. Su estadio es el  Nuevo San Bartolomé de césped natural con capacidad para 4.000 espectadores. 
Trayectoria:El CD Mairena ha conseguido estar 18 temporadas en Tercera División.
```
 -1984-97 Tercera división 
 -2002-04 Regional preferente 
 -2004-05 Primera andaluza 
 -2005-15 Tercera división 
 -2015-23 Primera andaluza 
```

- Datos: Q2878363